# EPrix de Misano 2024
GP précédent GP suivant
L'ePrix de Misano 2024 disputé les 13 et 14 avril sur le Misano World Circuit Marco Simoncelli, sont les 122e et 123e manches de l'histoire de la Formule E. Il s'agit de la première édition de l'ePrix de Misano comptant pour le championnat de Formule E et des sixième et septième manches du championnat du monde 2023-2024.

## Essais libres

### Première séance, le vendredi de 17 h 00 à 18 h 30
| Pos. | Pilote            | Voiture                  | Chrono         | Écart     |
| ---- | ----------------- | ------------------------ | -------------- | --------- |
| 1    | Jean-Éric Vergne  | DS Penske                | 1 min 17 s 546 |           |
| 2    | Stoffel Vandoorne | DS Penske                | 1 min 17 s 743 | + 0 s 197 |
| 3    | Nick Cassidy      | Jaguar TCS Racing        | 1 min 17 s 907 | + 0 s 361 |
| 4    | Jehan Daruvala    | Maserati MSG Racing      | 1 min 17 s 999 | + 0 s 453 |
| 5    | Mitch Evans       | Jaguar TCS Racing        | 1 min 18 s 103 | + 0 s 557 |
| 6    | Nico Müller       | ABT CUPRA Formula E Team | 1 min 18 s 120 | + 0 s 574 |

### Deuxième séance, le samedi de 08 h 00 à 08 h 30
| Pos. | Pilote            | Voiture                     | Chrono         | Écart     |
| ---- | ----------------- | --------------------------- | -------------- | --------- |
| 1    | Jean-Éric Vergne  | DS Penske                   | 1 min 17 s 482 |           |
| 2    | Jake Hughes       | Neom McLaren Formula E Team | 1 min 17 s 502 | + 0 s 020 |
| 3    | Sébastien Buemi   | Envision Racing             | 1 min 17 s 583 | + 0 s 101 |
| 4    | Nick Cassidy      | Jaguar TCS Racing           | 1 min 17 s 660 | + 0 s 178 |
| 5    | Stoffel Vandoorne | DS Penske                   | 1 min 17 s 761 | + 0 s 279 |
| 6    | Mitch Evans       | Jaguar TCS Racing           | 1 min 17 s 844 | + 0 s 362 |

## Séance de qualifications

### Groupes de qualifications
| Groupes  | Groupes | Groupes | Groupes | Groupes | Groupes | Groupes | Groupes | Groupes | Groupes | Groupes | Groupes |
| -------- | ------- | ------- | ------- | ------- | ------- | ------- | ------- | ------- | ------- | ------- | ------- |
| Groupe A | JEV     | VAN     | CAS     | EVA     | ROW     | DEV     | MUE     | FRI     | DIG     | NAT     | SET     |
| Groupe B | BUE     | GUE     | WEH     | FEN     | BIR     | DAR     | TIC     | DAC     | HUG     | DEN     | MOR     |

| Pos. | Pilote | Écurie | Chrono |
| ---- | ------ | ------ | ------ |
| 1    |        |        |        |
| 2    |        |        |        |
| 3    |        |        |        |
| 4    |        |        |        |
| 5    |        |        |        |
| 6    |        |        |        |
| 7    |        |        |        |
| 8    |        |        |        |
| 9    |        |        |        |
| 10   |        |        |        |
| 11   |        |        |        |

| Pos. | Pilote | Écurie | Chrono |
| ---- | ------ | ------ | ------ |
| 1    |        |        |        |
| 2    |        |        |        |
| 3    |        |        |        |
| 4    |        |        |        |
| 5    |        |        |        |
| 6    |        |        |        |
| 7    |        |        |        |
| 8    |        |        |        |
| 9    |        |        |        |
| 10   |        |        |        |
| 11   |        |        |        |

### Duels de qualifications
|  | Quart de finale | Quart de finale | Quart de finale |           |  | Demi-finale | Demi-finale | Demi-finale |  |  | Finale | Finale    | Finale |
|  |                 |                 |                 |           |  |             |             |             |  |  |        |           |        |
|  | A3              | {{}} [[]]       |                 |           |  |             |             |             |  |  |        |           |        |
|  | A2              | {{}} [[]]       |                 |           |  |             |             |             |  |  |        |           |        |
|  | A2              | {{}} [[]]       | {{}} [[]]       |           |  |             |             |             |  |  |        |           |        |
|  |                 |                 |                 |           |  |             |             |             |  |  |        |           |        |
|  |                 |                 | {{}} [[]]       |           |  |             |             |             |  |  |        |           |        |
|  | A4              | {{}} [[]]       |                 |           |  |             |             |             |  |  |        |           |        |
|  | A4              | {{}} [[]]       |                 |           |  |             |             |             |  |  |        |           |        |
|  | A1              | {{}} [[]]       |                 |           |  |             |             |             |  |  |        |           |        |
|  |                 |                 |                 |           |  |             |             |             |  |  |        | {{}} [[]] |        |
|  |                 |                 |                 | {{}} [[]] |  |             |             |             |  |  |        |           |        |
|  | B3              | {{}} [[]]       |                 |           |  |             |             |             |  |  |        |           |        |
|  | B2              | {{}} [[]]       |                 |           |  |             |             |             |  |  |        |           |        |
|  | B2              | {{}} [[]]       | {{}} [[]]       |           |  |             |             |             |  |  |        |           |        |
|  |                 |                 |                 |           |  |             |             |             |  |  |        |           |        |
|  |                 |                 | {{}} [[]]       |           |  |             |             |             |  |  |        |           |        |
|  | B4              | {{}} [[]]       |                 |           |  |             |             |             |  |  |        |           |        |
|  | B4              | {{}} [[]]       |                 |           |  |             |             |             |  |  |        |           |        |
|  | B1              | {{}} [[]]       |                 |           |  |             |             |             |  |  |        |           |        |

### Résultats des qualifications et grille de départ
| Pos. | Pilote                 | Écurie                           | Groupe de qualification | Qualifications Groupe | Qualifications Quart de finale | Qualifications Demi-finale | Qualifications Finale |
| ---- | ---------------------- | -------------------------------- | ----------------------- | --------------------- | ------------------------------ | -------------------------- | --------------------- |
| 1    | Mitch Evans            | Jaguar TCS Racing                | B                       | 1 min 18 s 027        | 1 min 17 s 275                 | 1 min 17 s 170             | 1 min 17 s 068        |
| 2    | Jean-Éric Vergne       | DS Penske                        | A                       | 1 min 18 s 062        | 1 min 17 s 476                 | 1 min 17 s 085             | 1 min 17 s 228        |
| 3    | Pascal Wehrlein        | TAG Heuer Porsche Formula E Team | A                       | 1 min 18 s 243        | 1 min 17 s 549                 | 1 min 17 s 143             |                       |
| 4    | Nico Müller            | ABT CUPRA Formula E Team         | B                       | 1 min 18 s 275        | 1 min 17 s 284                 |                            |                       |
| 5    | Oliver Rowland         | Nissan Formula E Team            | A                       | 1 min 18 s 332        | 1 min 17 s 704                 |                            |                       |
| 6    | Sam Bird               | Neom McLaren Formula E Team      | B                       | 1 min 18 s 133        | 1 min 17 s 731                 |                            |                       |
| 7    | Maximilian Günther     | Maserati MSG Racing              | A                       | 1 min 18 s 335        | 1 min 18 s 583                 |                            |                       |
| 8    | Nick Cassidy           | Jaguar TCS Racing                | B                       | 1 min 18 s 280        |                                |                            |                       |
| 9    | Sébastien Buemi        | Envision Racing                  | B                       | 1 min 18 s 496        |                                |                            |                       |
| 10   | Robin Frijns           | Envision Racing                  | A                       | 1 min 18 s 360        |                                |                            |                       |
| 11   | Norman Nato            | Andretti Formula E               | B                       | 1 min 18 s 558        |                                |                            |                       |
| 12   | Sacha Fenestraz        | Nissan Formula E Team            | A                       | 1 min 18 s 423        |                                |                            |                       |
| 13   | Edoardo Mortara        | Mahindra Racing                  | B                       | 1 min 18 s 612        |                                |                            |                       |
| 14   | António Félix da Costa | TAG Heuer Porsche Formula E Team | A                       | 1 min 18 s 536        |                                |                            |                       |
| 15   | Dan Ticktum            | ERT Formula E Team               | B                       | 1 min 18 s 639        |                                |                            |                       |
| 16   | Lucas di Grassi        | ABT CUPRA Formula E Team         | A                       | 1 min 18 s 540        |                                |                            |                       |
| 17   | Jake Dennis            | Andretti Formula E               | B                       | 1 min 18 s 668        |                                |                            |                       |
| 18   | Stoffel Vandoorne      | DS Penske                        | A                       | 1 min 18 s 557        |                                |                            |                       |
| 19   | Nyck de Vries          | Mahindra Racing                  | B                       | 1 min 18 s 794        |                                |                            |                       |
| 20   | Jehan Daruvala         | Maserati MSG Racing              | A                       | 1 min 18 s 909        |                                |                            |                       |
| 21   | Sérgio Sette Câmara    | ERT Formula E Team               | A                       | 1 min 18 s 143        |                                |                            |                       |
| DSQ  | Jake Hughes            | Neom McLaren Formula E Team      | B                       | 1 min 18 s 062        | 1 min 16 s 977                 | 1 min 17 s 425             |                       |

## Course

### Classement de la course
| Pos. | no | Pilote                 | Écurie                           | Tours | Temps/Abandon          | Grille | Points |
| ---- | -- | ---------------------- | -------------------------------- | ----- | ---------------------- | ------ | ------ |
| 1    | 23 | Oliver Rowland         | Nissan Formula E Team            | 28    | 40 min 05 s 176        | 5      | 25 + 1 |
| 2    | 7  | Jake Dennis            | Andretti Formula E               | 28    | +3 s 003               | 17     | 18     |
| 3    | 94 | Maximilian Günther     | Maserati MSG Racing              | 28    | +3 s 788               | 7      | 15     |
| 4    | 4  | Dan Ticktum            | ERT Formula E Team               | 28    | +4 s 554               | 15     | 12     |
| 5    | 1  | Mitch Evans            | Jaguar TCS Racing                | 28    | +5 s 673               | 1      | 10 + 3 |
| 6    | 3  | Sérgio Sette Câmara    | ERT Formula E Team               | 28    | +7 s 559               | 21     | 8      |
| 7    | 13 | Jean-Éric Vergne       | DS Penske                        | 28    | +7 s 588               | 2      | 6      |
| 8    | 16 | Norman Nato            | Andretti Formula E               | 28    | +7 s 639               | 11     | 4      |
| 9    | 2  | Stoffel Vandoorne      | DS Penske                        | 28    | +7 s 768               | 18     | 2      |
| 10   | 48 | Sacha Fenestraz        | Nissan Formula E Team            | 28    | +7 s 967               | 12     | 1      |
| 11   | 37 | Lucas di Grassi        | ABT CUPRA Formula E Team         | 28    | +8 s 311               | 16     |        |
| 12   | 17 | Nico Müller            | ABT CUPRA Formula E Team         | 28    | +13 s 447              | 4      |        |
| 13   | 9  | Sébastien Buemi        | Envision Racing                  | 28    | +13 s 705              | 9      |        |
| 14   | 25 | Jake Hughes            | Neom McLaren Formula E Team      | 28    | +18 s 051              | 22     |        |
| 15   | 18 | Nyck de Vries          | Mahindra Racing                  | 28    | +57 s 526              | 19     |        |
| 16   | 8  | Pascal Wehrlein        | TAG Heuer Porsche Formula E Team | 28    | +1 min 04 s 968        | 3      |        |
| 17   | 5  | Robin Frijns           | Envision Racing                  | 28    | +1 min 18 s 360        | 10     |        |
| DNF  | 33 | Jehan Daruvala         | Maserati MSG Racing              | 27    | Dégats trop importants | 20     |        |
| DNF  | 21 | Sam Bird               | Neom McLaren Formula E Team      | 25    | Dégats trop importants | 6      |        |
| DNF  | 22 | Nick Cassidy           | Jaguar TCS Racing                | 23    | Dégats trop importants | 8      |        |
| DNF  | 11 | Edoardo Mortara        | Mahindra Racing                  | 0     | Problème technique     | 13     |        |
| DSQ  | 51 | António Félix da Costa | TAG Heuer Porsche Formula E Team | 28    | Pièce non conforme     | 14     |        |

## Seconde manche
GP précédent GP suivant

### Première séance, le dimanche de 08 h 00 à 08 h 30
| Pos. | Pilote    | Voiture | Chrono         | Écart     |
| ---- | --------- | ------- | -------------- | --------- |
| 1    | {{}} [[]] | [[]]    | 0 min 00 s 000 |           |
| 2    | {{}} [[]] | [[]]    | 0 min 00 s 000 | + 0 s 000 |
| 3    | {{}} [[]] | [[]]    | 0 min 00 s 000 | + 0 s 000 |
| 4    | {{}} [[]] | [[]]    | 0 min 00 s 000 | + 0 s 000 |
| 5    | {{}} [[]] | [[]]    | 0 min 00 s 000 | + 0 s 000 |
| 6    | {{}} [[]] | [[]]    | 0 min 00 s 000 | + 0 s 000 |

## Séance de qualifications

### Groupes de qualifications
| Groupes  | Groupes | Groupes | Groupes | Groupes | Groupes | Groupes | Groupes | Groupes | Groupes | Groupes | Groupes |
| -------- | ------- | ------- | ------- | ------- | ------- | ------- | ------- | ------- | ------- | ------- | ------- |
| Groupe A | JEV     | VAN     | CAS     | EVA     | ROW     | DEV     | MUE     | FRI     | DIG     | NAT     | SET     |
| Groupe B | BUE     | GUE     | WEH     | FEN     | BIR     | DAR     | TIC     | DAC     | HUG     | DEN     | MOR     |

| Pos. | Pilote | Écurie | Chrono |
| ---- | ------ | ------ | ------ |
| 1    |        |        |        |
| 2    |        |        |        |
| 3    |        |        |        |
| 4    |        |        |        |
| 5    |        |        |        |
| 6    |        |        |        |
| 7    |        |        |        |
| 8    |        |        |        |
| 9    |        |        |        |
| 10   |        |        |        |
| 11   |        |        |        |

| Pos. | Pilote | Écurie | Chrono |
| ---- | ------ | ------ | ------ |
| 1    |        |        |        |
| 2    |        |        |        |
| 3    |        |        |        |
| 4    |        |        |        |
| 5    |        |        |        |
| 6    |        |        |        |
| 7    |        |        |        |
| 8    |        |        |        |
| 9    |        |        |        |
| 10   |        |        |        |
| 11   |        |        |        |

### Duels de qualifications
|  | Quart de finale | Quart de finale | Quart de finale |           |  | Demi-finale | Demi-finale | Demi-finale |  |  | Finale | Finale    | Finale |
|  |                 |                 |                 |           |  |             |             |             |  |  |        |           |        |
|  | A3              | {{}} [[]]       |                 |           |  |             |             |             |  |  |        |           |        |
|  | A2              | {{}} [[]]       |                 |           |  |             |             |             |  |  |        |           |        |
|  | A2              | {{}} [[]]       | {{}} [[]]       |           |  |             |             |             |  |  |        |           |        |
|  |                 |                 |                 |           |  |             |             |             |  |  |        |           |        |
|  |                 |                 | {{}} [[]]       |           |  |             |             |             |  |  |        |           |        |
|  | A4              | {{}} [[]]       |                 |           |  |             |             |             |  |  |        |           |        |
|  | A4              | {{}} [[]]       |                 |           |  |             |             |             |  |  |        |           |        |
|  | A1              | {{}} [[]]       |                 |           |  |             |             |             |  |  |        |           |        |
|  |                 |                 |                 |           |  |             |             |             |  |  |        | {{}} [[]] |        |
|  |                 |                 |                 | {{}} [[]] |  |             |             |             |  |  |        |           |        |
|  | B3              | {{}} [[]]       |                 |           |  |             |             |             |  |  |        |           |        |
|  | B2              | {{}} [[]]       |                 |           |  |             |             |             |  |  |        |           |        |
|  | B2              | {{}} [[]]       | {{}} [[]]       |           |  |             |             |             |  |  |        |           |        |
|  |                 |                 |                 |           |  |             |             |             |  |  |        |           |        |
|  |                 |                 | {{}} [[]]       |           |  |             |             |             |  |  |        |           |        |
|  | B4              | {{}} [[]]       |                 |           |  |             |             |             |  |  |        |           |        |
|  | B4              | {{}} [[]]       |                 |           |  |             |             |             |  |  |        |           |        |
|  | B1              | {{}} [[]]       |                 |           |  |             |             |             |  |  |        |           |        |

### Résultats des qualifications et grille de départ
| Pos. | Pilote | Écurie | Groupe de qualification | Qualifications Groupe | Qualifications Quart de finale | Qualifications Demi-finale | Qualifications Finale |
| ---- | ------ | ------ | ----------------------- | --------------------- | ------------------------------ | -------------------------- | --------------------- |
| 1    |        |        |                         |                       |                                |                            |                       |
| 2    |        |        |                         |                       |                                |                            |                       |
| 3    |        |        |                         |                       |                                |                            |                       |
| 4    |        |        |                         |                       |                                |                            |                       |
| 5    |        |        |                         |                       |                                |                            |                       |
| 6    |        |        |                         |                       |                                |                            |                       |
| 7    |        |        |                         |                       |                                |                            |                       |
| 8    |        |        |                         |                       |                                |                            |                       |
| 9    |        |        |                         |                       |                                |                            |                       |
| 10   |        |        |                         |                       |                                |                            |                       |
| 11   |        |        |                         |                       |                                |                            |                       |
| 12   |        |        |                         |                       |                                |                            |                       |
| 13   |        |        |                         |                       |                                |                            |                       |
| 14   |        |        |                         |                       |                                |                            |                       |
| 15   |        |        |                         |                       |                                |                            |                       |
| 16   |        |        |                         |                       |                                |                            |                       |
| 17   |        |        |                         |                       |                                |                            |                       |
| 18   |        |        |                         |                       |                                |                            |                       |
| 19   |        |        |                         |                       |                                |                            |                       |
| 20   |        |        |                         |                       |                                |                            |                       |
| 21   |        |        |                         |                       |                                |                            |                       |
| 22   |        |        |                         |                       |                                |                            |                       |

## Course

### Classement de la course
| Pos. | no | Pilote                 | Écurie                           | Tours | Temps/Abandon   | Grille | Points |
| ---- | -- | ---------------------- | -------------------------------- | ----- | --------------- | ------ | ------ |
| 1    | 94 | Pascal Wehrlein        | TAG Heuer Porsche Formula E Team | 26    | 37 min 05 s 241 | 3      | 25 + 1 |
| 2    | 1  | Jake Dennis            | Andretti Formula E               | 26    | +1 s 933        | 9      | 18     |
| 3    | 37 | Nick Cassidy           | Jaguar TCS Racing                | 26    | +2 s 221        | 8      | 15     |
| 4    | 51 | Nico Müller            | ABT CUPRA Formula E Team         | 26    | +2 s 271        | 4      | 12     |
| 5    | 23 | Sacha Fenestraz        | Nissan Formula E Team            | 26    | +5 s 230        | 13     | 10     |
| 6    | 3  | Sérgio Sette Câmara    | ERT Formula E Team               | 26    | +5 s 727        | 11     | 8      |
| 7    | 25 | Jean-Éric Vergne       | DS Penske                        | 26    | +6 s 794        | 2      | 6      |
| 8    | 5  | Jake Hughes            | Neom McLaren Formula E Team      | 26    | +8 s 236        | 1      | 4 + 3  |
| 9    | 18 | Jehan Daruvala         | Maserati MSG Racing              | 26    | +8 s 714        | 21     | 2      |
| 10   | 8  | Sam Bird               | Neom McLaren Formula E Team      | 26    | +11 s 912       | 5      | 1      |
| 11   | 11 | Lucas di Grassi        | ABT CUPRA Formula E Team         | 26    | +12 s 415       | 14     |        |
| 12   | 7  | Maximilian Günther     | Maserati MSG Racing              | 26    | +13 s 387       | 12     |        |
| 13   | 48 | Edoardo Mortara        | Mahindra Racing                  | 26    | +14 s 171       | 19     |        |
| 14   | 33 | Dan Ticktum            | ERT Formula E Team               | 26    | +17 s 875       | 18     |        |
| 15   | 21 | Nyck de Vries          | Mahindra Racing                  | 26    | +21 s 935       | 20     |        |
| 16   | 17 | Norman Nato            | Andretti Formula E               | 25    | +1 tour         | 16     |        |
| 17   | 13 | António Félix da Costa | TAG Heuer Porsche Formula E Team | 25    | +1 tour         | 22     |        |
| DNF  | 9  | Mitch Evans            | Jaguar TCS Racing                | 26    |                 | 15     |        |
| DNF  | 22 | Oliver Rowland         | Nissan Formula E Team            | 25    |                 | 10     |        |
| DNF  | 2  | Stoffel Vandoorne      | DS Penske                        | 22    |                 | 6      |        |
| DNF  | 16 | Sébastien Buemi        | Envision Racing                  | 14    |                 | 17     |        |
| DNF  | 4  | Robin Frijns           | Envision Racing                  | 6     |                 | 7      |        |

## Classements généraux à l'issue de la course
| Pos. | Pilote                 | Écurie    | Points |
| ---- | ---------------------- | --------- | ------ |
| 1    | Pascal Wehrlein        | Porsche   | 89     |
| 2    | Jake Dennis            | Andretti  | 89     |
| 3    | Oliver Rowland         | Nissan    | 80     |
| 4    | Nick Cassidy           | Jaguar    | 76     |
| 5    | Maximilian Günther     | Maserati  | 63     |
| 6    | Jean-Éric Vergne       | DS Penske | 53     |
| 7    | Mitch Evans            | Jaguar    | 52     |
| 8    | Sam Bird               | McLaren   | 38     |
| 9    | Jake Hughes            | McLaren   | 25     |
| 10   | Norman Nato            | Andretti  | 23     |
| 11   | Stoffel Vandoorne      | DS Penske | 22     |
| 12   | Robin Frijns           | Envision  | 21     |
| 13   | Sébastien Buemi        | Envision  | 20     |
| 14   | António Félix da Costa | Porsche   | 20     |
| 15   | Sacha Fenestraz        | Nissan    | 20     |
| 16   | Nico Müller            | Cupra     | 18     |
| 17   | Dan Ticktum            | ERT       | 12     |
| 18   | Sérgio Sette Câmara    | ERT       | 11     |
| 19   | Jehan Daruvala         | Maserati  | 2      |
| 20   | Lucas di Grassi        | Cupra     | 1      |

| Pos. | Écurie                           | Points |
| ---- | -------------------------------- | ------ |
| 1    | Jaguar TCS Racing                | 128    |
| 2    | Andretti Formula E               | 112    |
| 3    | TAG Heuer Porsche Formula E Team | 109    |
| 4    | Nissan Formula E Team            | 100    |
| 5    | DS Penske                        | 75     |
| 6    | Maserati MSG Racing              | 65     |
| 7    | Neom McLaren Formula E Team      | 63     |
| 8    | Envision Racing                  | 41     |
| 9    | ERT Formula E Team               | 23     |
| 10   | ABT CUPRA Formula E Team         | 19     |

| Pos. | Écurie                       | Points |
| ---- | ---------------------------- | ------ |
| 1    | Porsche                      | 190    |
| 2    | Jaguar                       | 157    |
| 3    | Nissan                       | 154    |
| 4    | Stellantis                   | 128    |
| 5    | Electric Racing Technologies | 23     |
| 6    | Mahindra                     | 19     |